# Ireen Sheer
Ireen Sheer (født 25. februar 1949 i Basildon, Essex) er en britisk-tysk sangerinde. Hun har været aktiv i musikbranchen siden 1960'erne, i begyndelsen deltagende i grupper, men siden 1970 har hun fokuseret på en solokarriere primært i Tyskland. Her er hun blevet særdeles populær indenfor slagergenren.
Hun har deltaget tre gange i Eurovision Song Contest.
| Deltagelser i Eurovision Song Contest |            |                           |       |       |
| År                                    | Land       | Sang                      | Plads | Point |
| 1974                                  | Luxembourg | Bye, Bye, I Love You      | 4     | 14    |
| 1978                                  | Tyskland   | Feuer                     | 6     | 84    |
| 1985                                  | Luxembourg | Children, Kinder, Enfants | 13    | 37    |

Yderligere har hun deltaget i 1976 og 2002 i den tyske udvælgelseskonkurrence til ESC uden dog at vinde.